# Джокер (гра)
Джо́кер — картярська гра для 2-4 гравців, мета якої — набрати за гру, що складається з певної кількості роздач, максимальну кількість очок, використовуючи наявні на руках карти. У кожній із здач гравцям необхідно взяти певну, замовлену заздалегідь, кількість взяток, граючи «в закриту» невидимими іншим гравцям картами.

## Правила гри

### Колода
У грі використовується колода з 36 карт + 2 карти джокер. Старшість карт в масті — 6, 7, 8, 9, 10, валет, дама, король, туз.

#### Джокери
Джокер під час розіграшу може за бажання гравця, що ним володіє:
- (у будь-який момент здачі) бути оголошеним старшою картою взятки;
- (у будь-який момент здачі) бути оголошеним молодшою картою взятки;
- (у будь-який момент здачі) приймати або своє оригінальне значення (6♠ і 6♣), до того ж, якщо пика або трефа є козирною мастю у цій грі, тоді карта, що втратила статус джокера, стає козирною. До того ж, якщо до цього відбулося знесення карт будь-якої масті за відсутності козира, призначати джокера шісткою козирної масті — забороняється;
- (під час свого заходу) задавати масть карт, в яку мають грати партнери (наприклад, можна викласти джокера на стіл і сказати «по старшій чирві», при цьому всі партнери мають викласти у взятку найстарші з карт чирвової масті, що є в них на руках, за відсутності чирв можна знести будь-яку карту). Допускаються змішані замовлення виду «по молодшій трефі, джокер не бере».

Якщо в одну взятку були зіграні два джокери, власник останнього з них має перевагу в оголошені старшої чи молодшої карти. Для прикладу, в ситуації. що наведена нижче, взятку забирає гравець S.
| Гравець | Карта | Замовлення         |
| ------- | ----- | ------------------ |
| N       | 6♠    | «по старшій чирві» |
| E       | K♥    |                    |
| S       | 6♣    | «джокер бере»      |
| W       | A♥    |                    |

### Гравці
Зазвичай у грі беруть участь чотири гравці, хоча за взаємної згоди це число може бути зменшено до трьох-двох. Однак ігри з меншим числом гравців зазвичай менш цікаві.

### Структура гри
Гра складається з чотирьох пульок (етапів). Перший етап у свою чергу складається з 8 здач, при цьому кількість карт, що роздається кожному гравцю, збільшується на одну від здачі до здачі (1-а здача — 1 карта, 2-а здача — 2 карти і так далі). Другий етап проходить в 4 здачі по 9 карт кожна. Третій етап, подібно до першого, складається з 8 здач, але кількість карт зменшується на одиницю від здачі до здачі (1-а здача — 8 карт, 2-а здача — 7 карт і так далі). Нарешті, четвертий етап повністю повторює другий: 4 здачі по 9 карт. Таким чином, уся гра складається з 24 здач і в середньому триває від однієї до двох годин.

### Роздача
Перед початком гри відбувається тузування (також відоме як «атузва») — верхня карта кладеться у центр столу, потім гравцям роздаються у відкриту решта карт — до того часу, поки комусь не дістанеться туз будь-якої масті. Гравець, що отримав туза, першим починає роздавати карти. Роздача карт виконується кожним гравцем по черзі, перехід права на здачу відбувається за  годинниковою стрілкою.
На початку здачі той гравець, що здає, дає зняти колоду карт гравцю, що сидить праворуч від нього і починає роздачу. Карти роздаються по одній за годинниковою стрілкою до кількості відповідного етапу і номера здачі, починаючи з гравця, що сидить ліворуч від гравця, що здає. Після того, як всі гравці отримають необхідну кількість карт, наступна в колоді карта викладається на стіл догори лицьовою стороною, її масть оголошується козирем (якщо ця карта — один із джокерів, тоді здача відбувається без козира). У другій та четвертій пульці (по дев'ять карт — кожному) козир визначає 1-ий гравець ліворуч від того, що здає, після того як він побачив перші три здані йому карти, але якщо він побачив четверту то здача відбувається без козира.

### Замовлення
Після роздачі карт і оголошення козира, гравці по черзі (за годинниковою стрілкою, починаючи з гравця ліворуч від того, що здав) роблять замовлення, що є зобов'язанням взяти певне число взяток від нуля (пас) до максимального (числа карт, що роздано кожному  на руки, 1-9). Замовлення гравців фіксуються в спеціальній таблиці. Винятком є той гравець, що здавав, і що робить своє замовлення останнім, він не може зробити замовлення, за якого виникає рівність між кількістю взяток і сумою замовлень усіх гравців.

### Розіграш
Після замовлення починається розіграш взяток, коли гравці намагаються набрати замовлену ними їх кількість. Перший хід у розіграші належить гравцю, що зробив перше замовлення, усі решта ходів роблять гравці, що взяли попередню взятку. Він викладає на стіл будь-яку із своїх карт, чи то козир, чи джокер. Решта гравців по черзі (за годинниковою стрілкою) мають викласти будь-яку карту тієї ж масті, а за її відсутності — козир (якщо козирна масть була визначена під час роздачі). Якщо такі карти у гравця відсутні, він має право знести будь-яку карту. Джокером можна грати у будь-який момент, незалежно від наявності чи відсутності у гравця масті, козирем з метою з'ясування правомірності ходу джокер не є (за винятком ситуацій, коли гравець грає джокером «за номіналом», тобто оголошує його 6♠ або 6♣). Взятку забирає гравець, що виклав на стіл старшу карту масті, у яку було зроблено хід, старшого козира за їх наявності у взятці або джокера (якщо той був оголошений як той, що «бере»). Взяті карти перегортаються сорочкою догори, і більше на них дивитися під час гри не можна. Наступний хід робить гравець, що взяв взятку.

#### «Строгий» джокер
Цей варіант відрізняється наявністю додаткового правила: з джокерів дозволений захід тільки тоді, коли у гравця на руках залишився(лись) тільки джокер(и). Викладати джокера за «чужого» заходу можна за звичайними правилами.

### Підрахунок очок
По завершенню розіграшу гравці підраховують очки за набрані взятки. Гравці отримують максимальну кількість очок за вірний набір взяток у відповідності з замовленнями на них: пас — +5, 1 взятка — +10, 2 — +20 і т. д. За «недобір» гравець отримує штраф у −10 очок за кожну недобрану взятку. Так при замовлені 5 взяток при взятих 3-х, гравець отримує −20 очок. У випадку «перебору» гравець отримує +1 очко за кожну взятку.
Додатково хишт (штангу) \---\ = −20 очок отримує гравець, якщо він не взяв жодної взятки при замовленні від 1 до 9.

### Нестандартні ситуації
Універсальні чіткі правила розв'язання суперечок в грі відсутні. Покарання за технічні помилки, такі як випадкове викриття карт чи фальшренонс, мають обумовлюватися окремо.

## Стратегія і тактика гри
Стратегію успіху у грі можна висловити наступним  жартівливим принципом: «Тонеш сам — топи інших!». Гравці, яким по ходу розіграшу стало зрозуміло, що виконати своє замовлення їм вже не вдасться, можуть і мають спрямувати всі свої можливості на те, щоб завадити набрати замовлене іншими гравцями. Наприклад, «втулити» зайву взятку гравцю, який вже не потребує її, чи забрати необов'якову взятку у того гравця, якому вона життєво необхідна.
У тактичному плані, гра в багато чому нагадує інші ігри на взятки, такі як бридж або преферанс (подібно до останнього, за відсутності масті вимагається гра козирем, що робить доступними такі технічні прийоми, як сюркуп). У той самий час, більшу випадковість приносить наявність двох джокерів, які, не дивлячись на свої переваги по одинці, не гарантують виграшу взятки. Це, хоча і додає цікавинки грі, але робить звичні правила розіграшу неефективними, особливо у випадках, коли у грі знаходяться не всі карти (перший та третій етапи гри).